# Юнг, Теодор (генерал)
Анри Феликс Теодор Юнг (фр. Henri Felix Théodore Jung; 12 марта 1833, Париж — 10 марта 1896) — французский военачальник, генерал-майор, писатель и политический деятель.

## Биография
Сын художника. В 1851 году окончил особую военную школу Сен-Сир, затем школу офицеров штаба.
В чине лейтенанта служил четыре года в полках, дислоцированных в Алжире. В 1857 — капитан.
Помощником командующего 1-го корпуса участвовал в австро-итало-французской войне 1859 года. За битву при Сольферино награждён орденом Почетного легиона. После окончания войны провел несколько месяцев в Италии.
Вернувшись на родину, по приказу военного ведомства занимался картографированием Франции. Между 1862 и 1864 годом служил помощником генерала М. Дома, руководителя 4-го Военного отдела. С 1864 году занимался военно-историческими исследованиями.
Участник кампании 1870 года.
В 1880 году в чине подполковника служил в Генеральном штабе. Был замешан в деле генерала Курто де Сиссе по обвинению в передаче секретных документов немецкому шпиону, которым являлась жена Юнга. Его жена, урождённая Каулла, дала повод в 1880 году к скандальным разоблачениям, сыгравшим политическую роль; она была в любовной связи с военным министром Курто де Сиссе и будто бы пользовалась этой связью для получения сведений и продажи их Германии. Обвинение доказано не было, но Юнг разошёлся с ней. Юнг, который был переведен в 14-й артиллерийский полк, отправлен на испанскую границу.
В 1886 стал начальником кабинета военного министра Ж. Буланже. В 1887 году ему присвоен чин бригадного генерала, с назначением — начальником Дюнкеркского военного округа.
В 1893 году вышел в отставку в звании генерал-майора и начал политическую карьеру в качестве депутата от Дюнкерка. Был членом палаты депутатов, республиканцем-прогрессистом (партия Мелина).

## Творчество
Под псевдонимом Moustapha писал фельетоны в «Vie Parisienne» и издал полубеллетристические воспоминания и ряд военно-исторических произведений.

## Избранные произведения
- «Voyage autour de ma tente, souvenirs militaires» (1873);
- «La vérité sur le masque de fer» (1873);
- «La France et Rome» (1874);
- «L’Académie de guerre de Berlin. L’enseignement militaire supérieur en Europe» (1877);
- «Bonaparte et son temps d’après des documents inédits» (1880—81);
- «Lucien Bonaparte et ses mémoires» (1882—83);
- «L’armée et la révolution» (1884);
- «La guerre et la société» (1889);
- «Stratégie, tactique et politique» (1890);
- «La république et l’armée» (1893).